# 駒形作次
駒形 作次（こまがた さくじ、1904年2月6日 - 1970年7月11日）は、昭和の電気工学研究者、半導体研究者。原子力研究者。
逓信省電気試験所所長。通商産業省工業技術院長。日本原子力研究所理事長。原子力委員。三菱原子力工業顧問。
界面動電現象や東北帝国大学渡辺寧とともに日本で最初に半導体（トランジスタ）の研究を行いその後、原子力開発に携わった。

## 経歴
新潟県長岡市出身。新潟県立長岡中学校卒業（旧制）。旧制新潟高校卒業。東京帝国大学電気工学科卒。1937年（昭和12年）工学博士。
1927年（昭和2年）逓信省電気試験所に入所。1952年（昭和27年）通商産業省工業技術院長となる。1948年アメリカのベル研究所でショックレー、ブラッタン、バーディーンによって半導体であるゲルマニウムを用いたトランジスタが発明され、GHQからもたらされたトランジスタの論文を翻訳し「トランジスタ勉強会」を発足させる。その後、1949年、東北大学渡辺寧らとともに「トランジスタ研究連絡会」を発足させる。電気試験所長に就任し、半導体・トランジスタの研究を推進した。
また原子力学会発足時には副会長に就任。長年にわたり原子力委員に携わった。